# Spoorlijn Armentières - Arques
De Spoorlijn Armentières - Arques is een gedeeltelijk op opgebroken Franse spoorlijn van Armentieres naar Arques. De volledige lijn was 55,5 km lang en heeft als lijnnummer 294 000.

## Geschiedenis
De lijn werd aangelegd door de Compagnie des chemins de fer du Nord-Est en in twee gedeeltes geopend, van Armentières naar Isbergues op 1 augustus 1874 en van Isbergues naar Arques op 2 september 1878. Reizigersverkeer werd kortstondig opgeheven op 1 juli 1939 en weer ingevoerd op 2 september van het zelfde jaar. In 1954 werd het reizigersverkeer definitief gestaakt tussen Isbergues en Arques. In 1958 volgde het andere gedeelte tussen Armentières en Isbergues.
Goederenvervoer werd in gedeeltes opgeheven vanaf 1962, sinds 2004 is alleen het gedeelte tussen Armentières en Lestrem nog in gebruik.

## Aansluitingen
In de volgende plaatsen is of was er een aansluiting op de volgende spoorlijnen:
Armentières
RFN 293 000, spoorlijn tussen Wavrin en Armentières
RFN 295 000, spoorlijn tussen Lille en Les Fontinettes
RFN 295 606, stamlijn tussen Armentières en Armentières-Annexe
RFN 298 000, spoorlijn tussen Armentières en Houplines
Isbergues
RFN 294 306, raccordement militaire van Berguette
RFN 301 000, spoorlijn tussen Arras en Dunkerque-Locale
Arques
RFN 310 000, spoorlijn tussen Saint-Omer en Hesdigneul

## Galerij

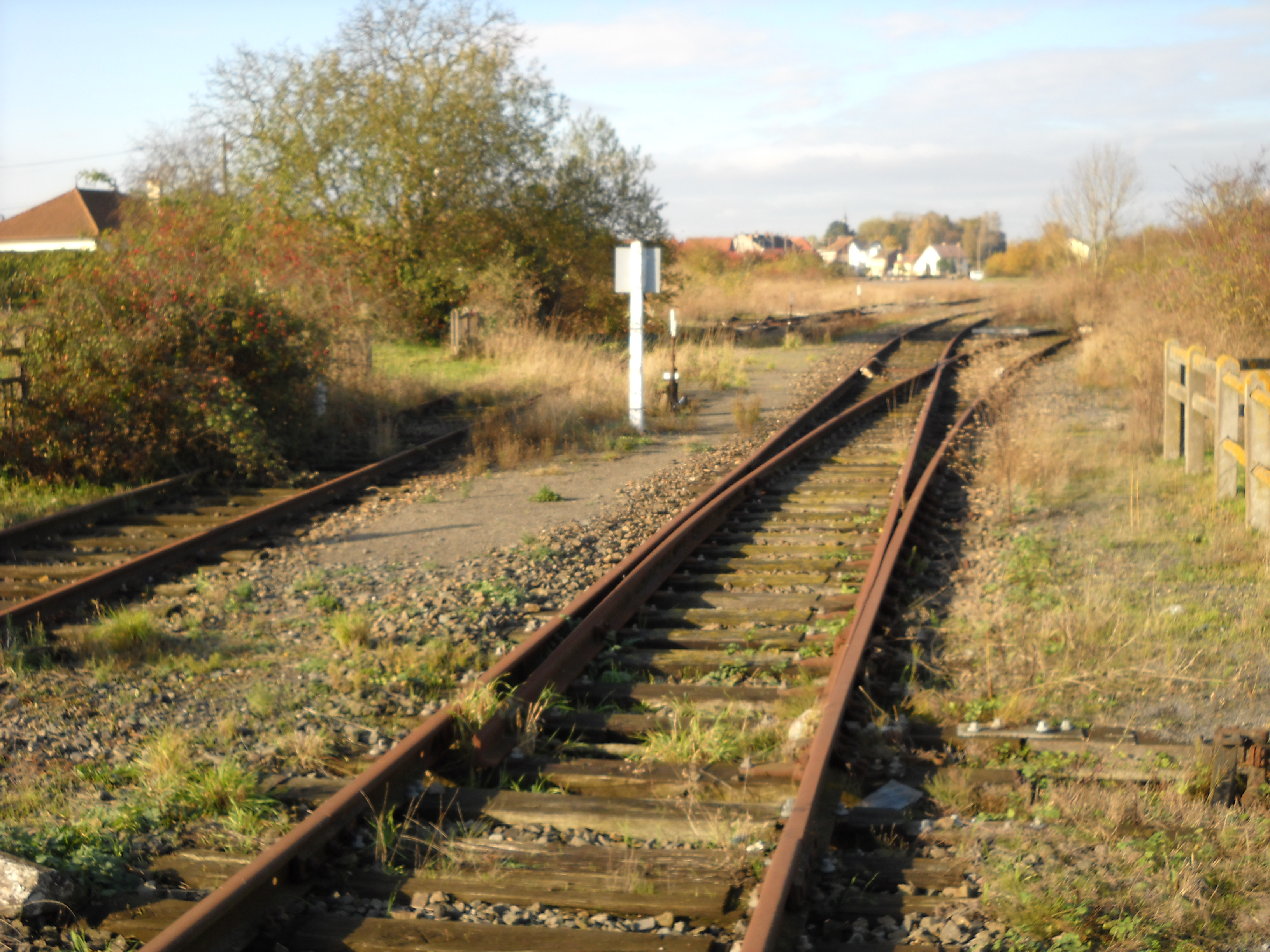
De lijn bij Aire-sur-la-Lys in 2009
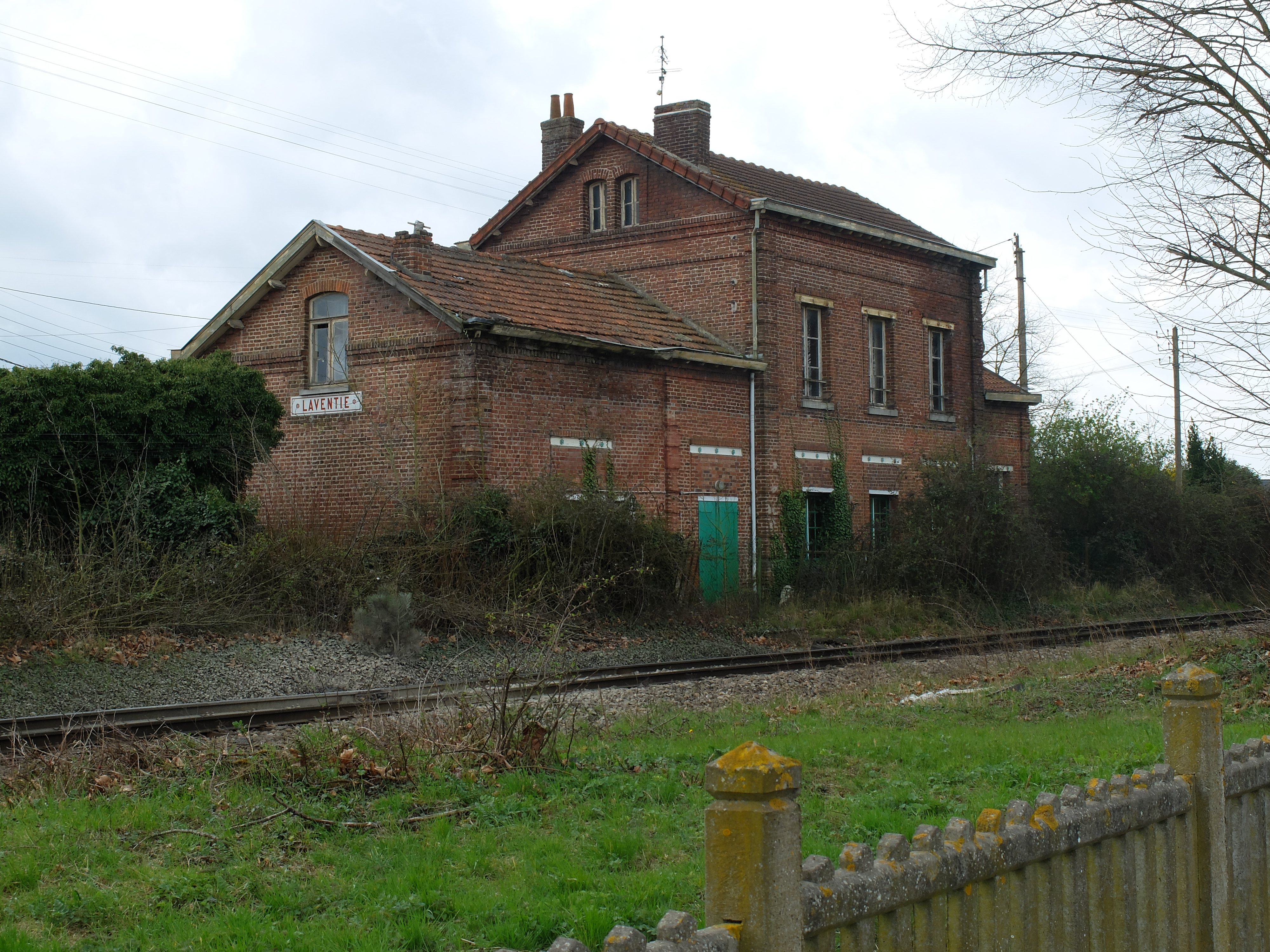
Voormalig station Laventie